# Мезоніхиди
Мезоніхиди (Mesonychidae від типового роду Mesonyx, від давньогрец. — середній пазур) — родина всеїдних-хижих ссавців вимерлого ряду мезоніхій (Mesonychia).
Були від середнього до великого розміру, населяли Євразію і Північну Америку з раннього палеоцену до пізнього еоцену, приблизно 65 — 34 млн років тому. Мезоніхиди, можливо, близько споріднені з археоцетами.

## Еволюційна історія
Вперше з'явилися на початку палеоцену. Протягом палеоцену і еоцену родина зазнала вибух видоутворення. Наприкінці еоцену відбулося вимирання, тільки один рід, Mongolestes, вижив в ранньому олігоцені.
Mesonychidae, ймовірно, походять з Азії, де знайдено рештки найпримітивнішого представника родини — Yangtanglestes, що мешкав  на початку палеоцену. Найбільшої диверсифікації мезоніхиди також зазнали в Азії. За відсутністю або малої кількості інших хижих (Carnivore) на кшталт creodonts і condylarths, ця родина зайняла нішу великих хижаків палеоцену Азії. Протягом палеоцену і еоцену роди Dissacus, Pachyaena і Mesonyx розселилися з Азії до Європи і Північної Америки, де вони дали початок новим родам мезоніхид'.

## Таксономія
- Рід Ankalagon
  - Ankalagon saurognathus
- Рід Dissacus
  - Dissacus argenteus
  - Dissacus europaeus
  - Dissacus indigenus
  - Dissacus magushanensis
  - Dissacus navajovius
  - Dissacus praenuntius
  - Dissacus rotundus
  - Dissacus serior
  - Dissacus serratus
  - Dissacus willwoodensis
  - Dissacus zanabazari
  - Dissacus zengi
- Рід Guilestes
  - Guilestes acares
- Рід Harpagolestes
  - Harpagolestes immanis
  - Harpagolestes koreanicus
  - Harpagolestes orientalis
- Рід Hessolestes
- Рід Hukoutherium
  - Hukoutherium ambigum
  - Hukoutherium shimemensis
- Рід Jiangxia
  - Jiangxia chaotoensis
- Рід Mesonyx
  - Mesonyx obtusidens
  - Mesonyx uintensis
- Рід Mongolestes
  - Mongolestes hadrodens
  - Mongolestes huangheensis
- Рід Mongolonyx
  - Mongolonyx dolichognathus
  - Mongolonyx robustus
- Рід Pachyaena
  - Pachyaena gigantea
  - Pachyaena intermedia
  - Pachyaena ossifraga
  - Pachyaena gracilis
- Рід Sinonyx
  - Sinonyx jiashanensis
- Рід Synoplotherium
  - Synoplotherium vorax
- Рід Yangtanglestes
  - Yangtanglestes conexus